# Farrukhsiyâr

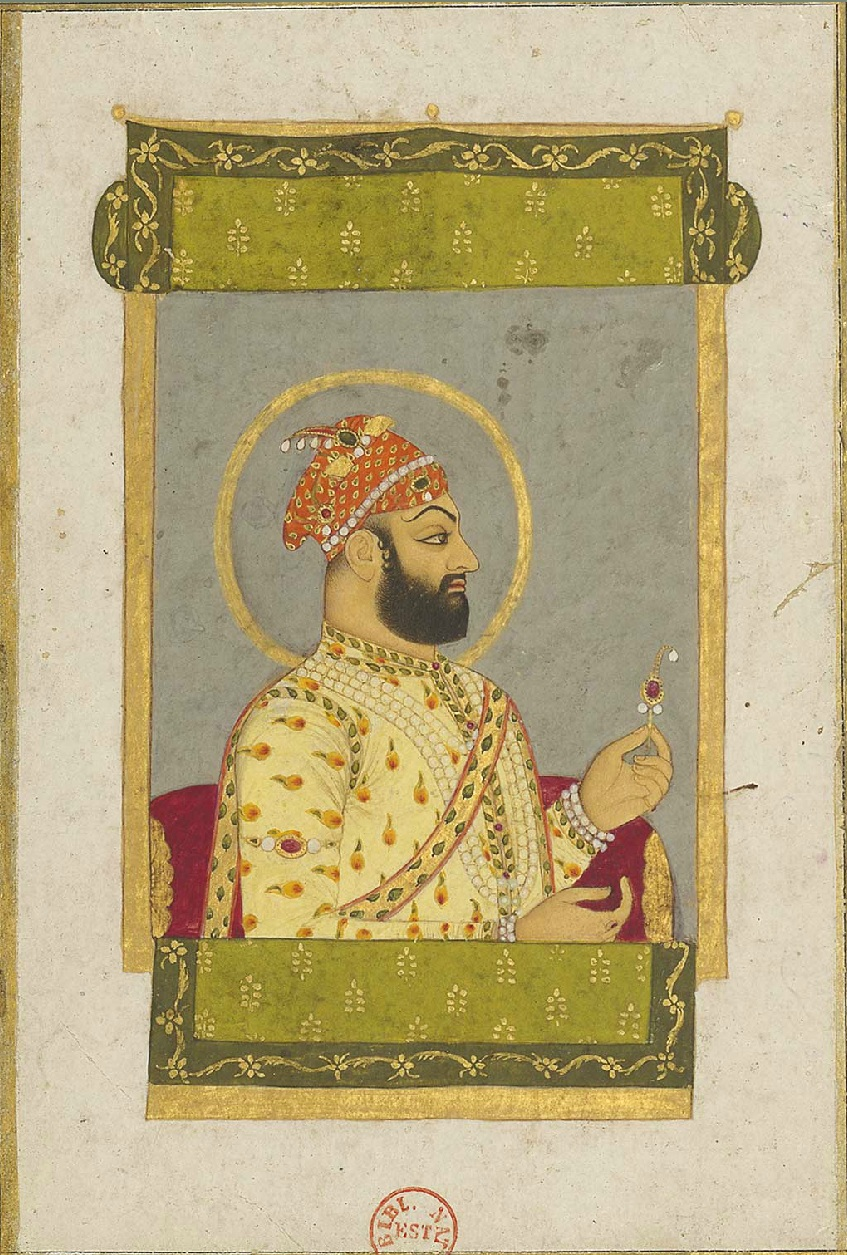

Farrukhsiyâr ou Abu'l Muzaffar Muin ud-din Muhammad Shah Farrukh-siyar Alim Akbar Sani Wala Shan Padshah-i-bahr-u-bar [Shahid-i-Mazlum] (20 août 1685 - 19 avril 1719) est un empereur moghol de 1713 à 1719.
C'est le second fils d'Azim ush Shan, fils de l'empereur Bahâdur Shâh.
Il meurt étranglé à la suite de la révolte des frères Sayyid (en), qui placent leur cousin Rafi ud-Darajat sur le trône.